# Чемпионат Европы по гандболу среди мужчин 2026
17-й чемпионат Европы по гандболу среди мужчин пройдëт в Швеции, Норвегии и Дании с 15 января по 1 февраля 2026 года. В турнире принимут участие 24 сборные. Титул чемпиона Европы будет защищать сборная Франции.